# Palotás Zoltán
Palotás Zoltán (Nyitra, 1913. február 13. – Budapest, 1996. november 5.) jogász, közigazgatás- és közlekedéstörténész.

## Élete
Édesanyja Macher Paula volt.
1939-ben a pécsi Erzsébet Tudományegyetemen államtudományi doktori oklevelet szerzett, 1991-től a közlekedéstudomány kandidátusa.
1940–1944 között az Állatforgalmi Központ Erdélyrészi Kirendeltségének vezetője, majd 1944–1946 között a Magyar Közigazgatás-tudományi Intézet munkatársa. 1946–1952 között magán-kiskereskedő. 1952–1953 között az Állami Biztosító üzletkötője, 1953–1954 között az Út- és Vasúttervező Intézet (UVATERV), 1954–1960 között az Autóközlekedési Tudományos Kutató Intézet (ATUKI), 1960–1974 között a Városépítési Tervező Iroda (VÁTI) és az Építésgazdasági és Szervezési Iroda (ÉGSZI) tudományos munkatársa volt.
1943-ban a Magyar Külügyminisztérium ösztöndíjasa volt Stockholmban. 1960–1963 között az MTA Tudományos Minősítő Bizottságának aspiránsa. Közlekedéspolitikai és -gazdasági kutatásokkal, a területfejlesztés és a közlekedés regionális kérdéseivel, különböző közlekedési ágak koordinációjával, a személyszállítás és a településfejlesztés összefüggéseinek feltárásával foglalkozott. Jelentős szerepe volt a magyarországi autópálya-hálózatok gazdasági tervezésének módszertani kidolgozásában.
Nyugdíjba vonulása után postatörténeti és közigazgatás-tudományi kutatásokkal is foglalkozott. Feldolgozta az 1938–1941 között visszatért területek postatörténetét és postabélyegzőit, az első világháborús tábori posta, az Osztrák–Magyar Hadiflotta postája, Bosznia-Hercegovina megszállása alatti postatörténetet, illetve a trianoni határok és határmegvonások közlekedési és közlekedésigazgatási, valamint a 20. századi magyar határváltozások államföldrajzi vonatkozásait.
A Magyar Filatéliai Tudományos Társaság (MAFITT) és 1990-től az Árpád Akadémia tagja.

## Elismerései
- 1990 Az Árpád Akadémia Aranyérme

## Művei
- 1941 A geopolitika és Pécs közlekedésügye. Sorsunk
- 1943 A geopolitika, mint államtudomány. Kolozsvár
- 1945 Uj magyar bélyegkatalógus.
- 1953 A vasútsűrűség és a vasútellátottság kérdéséhez. Földrajzi Értesítő
- 1956 Jugoszlávia közlekedésének tízéves fejlődése. Közlekedéstudományi Szemle
- 1959 A korszerű közlekedési munkamegosztás alapjai. Budapest
- 1959 Csehszlovákia közlekedése. Közlekedéstudományi Szemle
- 1961 A Román Népköztársaság közlekedése. Közlekedéstudományi Szemle
- 1963 Közlekedési munkamegosztás és gazdaságosság. Közgazdasági Szemle
- 1966 Városaink jellege és az ingavándorforgalom. Városépítés
- 1966 Az ingavándorforgalom jelentősége a városok igazgatásában. Állam és igazgatás (tsz. Duxné Nagy Katalin)
- 1966 Közlekedés. Magyar városok. Budapest
- 1970 A települések nappali népessége. Területi Statisztika
- 1973 Sopron város stabil és mobil népességkategóriái. Soproni Szemle (tsz. Horváth Mihály)
- 1974 A népességkategóriák kommunális fogyasztása. Soproni Szemle
- 1990 A trianoni határok. Budapest.
- 1991 A vasút és a közút hatékony funkciómegosztása. Tudományos tevékenység tézisszerű összefoglalása. Budapest
- 1991 Az 1941-ben visszatért Délvidék postabélyegzői. Budapest
- 1997/2008 A békeszerződések katasztrofális következményei. Budapest